# Bettina Abarbanell
Bettina Abarbanell (geboren 1961 in Hamburg) ist eine deutsche literarische Übersetzerin.

## Leben
Bettina Abarbanell studierte in Tübingen und in den USA. Sie arbeitete in Frankfurt am Main und zog 1997 mit ihrer Familie nach Potsdam, dem Arbeitsort ihres Mannes Stephan Abarbanell (* 1957).
Abarbanell übersetzte eine Reihe von Werken aus dem Englischen ins Deutsche, darunter sind Romane von Autoren wie F. Scott Fitzgerald, Denis Johnson, Rachel Kushner, Elizabeth Taylor, Catherine Lacey und Jonathan Franzen, dessen erste deutsche Übersetzung Die Korrekturen sie noch für den Alexander Fest Verlag fertigte. Für Franzen, der selbst Deutsch beherrscht, übersetzte sie in der Folge auch Artikel und Essays und sie tauscht sich fallweise auch persönlich in Übersetzungsfragen mit ihm aus.
Abarbanell erhielt 2014 den „Übersetzerpreis“ der Heinrich Maria Ledig-Rowohlt-Stiftung und im Jahr 2015 ein Barthold-Heinrich-Brockes-Stipendium des Deutschen Übersetzungsfonds.
Abarbanell ist Mitglied im Verband deutschsprachiger Übersetzer literarischer und wissenschaftlicher Werke, VdÜ.